# NGC 3111
NGC 3111 is een elliptisch sterrenstelsel in het sterrenbeeld Grote Beer. Het hemelobject werd op 17 maart 1828 ontdekt door de Britse astronoom John Herschel.

## Synoniemen
- UGC 5441
- MCG 8-19-2
- ZWG 240.7
- NPM1G +47.0156
- PGC 29338